# حضارة الفخار المغري

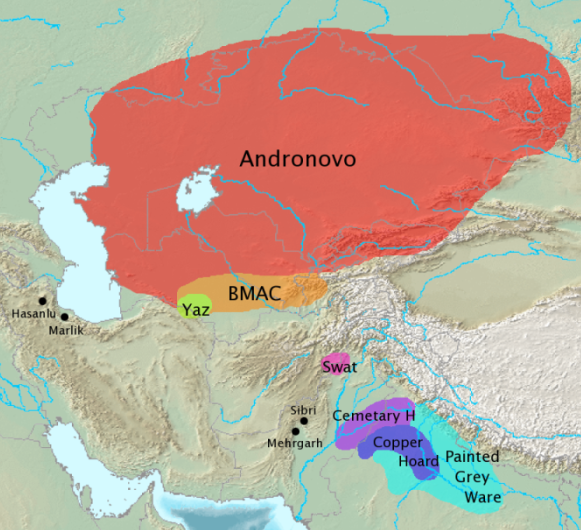

حضارة الفخار المُلون بالمغري هي حضارة قامت في العصر البرونزي من الألفية الرابعة قبل الميلاد إلى الألفية الثانية قبل الميلاد في سهل الغانج الهندي، ممتدة من منطقة بنجاب الشرقية إلى شمال شرق راجستان وإقليم أتر براديش الغربي. يُعتقد أن تلك الحضارة مرتبطة بالحضارة الهندوآرية البدائية أو الحضارة الفيدية.
كان الفخار المُكتشف من هذا العصر مطليًا باللون الأحمر، ولكنه ترك أثرًا باللون المغري على أيادي علماء الآثار الذين نقبوا عنها، ومن هنا جاءت التسمية. وفي بعض الأحيان زُينت الأواني الفخارية بأشرطة سوداء ونقوش غائرة. وكثيرًا ما يقترن وجود تلك الآثار ببقايا حضارة كنوز النحاس التي تتألف من مجموعة من الأسلحة النحاسية وعدة قطع أثرية أخرى مثل المجسمات الشبيهة بالإنسان. كانت حضارة الفخار المغري حضارة ريفية زراعية تتسم بزراعة الأرز والشعير والبقوليات، واستئناس البهائم والخراف والماعز والخنازير والخيول والكلاب. وكانت معظم المواقع التي يقطنها سكان تلك الحضارة بحجم قرية صغيرة، ولكنها موزعة بكثافة عالية. وفي العادة كانت تُصنع البيوت من الأسيجة المطلية بالطين. تشمل القطع الأثرية الأخرى: تماثيل صغيرة للإنسان والحيوانات، والحُلي المصنوع من النحاس أو الطين النضج.
كانت حضارة الفخار المغري معاصرة لحضارة وادي السند، وفي الفترة من عام 2500 ق. م. إلى 2000 ق. م. كان سكان وادي نهر الغانج العلوي يكتبون بنظام كتابة حضارة السند. رغم أن حضارة الفخار المغري الشرقية لم تتبنى كتابة نهر السند إلا أن تلك الحضارة بأكلمها كانت تتشارك في نفس مواد البناء، ومن المرجح أنها كانت تتحدث بلغة واحدة مشتركة في جميع أرجائها. كانت حضارة الفخار المغري إيذانًا بانتهاء العصر البرونزي في شمال الهند، وتلاها حضارة الأدوات السوداء والحمراء وحضارة الأدوات الرمادية المطلية اللتان تنتميان إلى العصر الحديدي.

## الجغرافيا
وُجدت أول عينات من الخزفيات المُميزة لتلك الحضارة بالقرب من جودبورا، راجستان، وهي تعود إلى الألفية الثالثة (تقع جودبورا في مقاطعة جايبور، ويجب ألا يُخلط بينها وبين مدينة جودبور). ازدهرت عدة مواقع حضارية على طول ضفاف نهر ساهيبي وروافده مثل نهر كريشنافاتي ونهر سوتي، وجميع تلك الروافد تتفرع من سلسلة جبال أرافاتي متدفقةً من الجنوب إلى شمال الشرق نحو نهر يمونا قبل أن تنحسر في مقاطعة ماهيندراجاه التابعة لولاية هاريانا.
استوطنت تلك الحضارة سهل الغانج الهندي في بداية الألفية الثانية ق. م. أثمرت عمليات المسح الأثري الحديثة في الهند عن اكتشاف فؤوس نحاسية وقطع فخار في مقاطعة ساهرانبور في ولاية أتر براديش. ومن المحتمل أن تُصنف حضارة الفخار المغري كحضارة مكتملة فيما بعد مثل حضارة نهر السند، ولكن حتى الآن فهي تُصنف بأنها «ثقافة أثرية» حتى اكتشاف المزيد من الأدلة.

## كنوز النحاس
يشير مصطلح «كنوز النحاس» إلى مجموعات مختلفة من القطع الأثرية النحاسية في المناطق الشمالية من شبه القارة الهندية التي يُعتقد أنها تعود إلى الألفية الثانية ق. م. عُثر على بعض تلك الآثار من خلال عمليات التنقيب الأثري، واستنتج الباحثون صلتها بالمجموعات الإقليمية المختلفة مثل: جنوب هاريانا وشمال رجستان، وسهل غانج-يمونا، وهضبة شوتا ناغبور، وماديا براديش؛ وكل منها لديه قطعه الأثرية المميزة. في البداية اُكتشفت كنوز النحاس في السهل المُحاط بنهري الغانج ويمونا فقط، وعلى هذا الأساس حُددت معظم صفات تلك الحضارة.
تشمل القطع الأثرية النحاسية المميزة التي عُثر عليها في هاريانا وشمال رجستان: الفؤوس المسطحة (أو البلطة الحجرية)، والحراب، والفؤوس المزدوجة، والسيف ذو المقبض الأقرن. تتشابه تلك الآثار مع تلك التي عُثر عليها في سهل غانج-يمونا. أما القطع الأثرية الخاصة بشوتا ناغبور فهي مختلفة تمامًا، إذ أنها أقرب في شكلها إلى السبائك وتبدو عليها سمات الآثار النذرية.
من المحتمل أن المادة الخام المُستخدمة في صنع تلك الآثار مُستخرجة من مصادر متعددة في رجستان، وبهار، وبنغال الغربية، وأوديشا، ومدري براديش.